# Utrechtse Heuvelrug
Utrechtse Heuvelrug – gmina w Holandii, w prowincji Utrecht.

## Miejscowości
Amerongen, Doorn, Driebergen-Rijsenburg, Leersum, Maarn, Maarsbergen, Overberg.